# Sitio de Malta (1798-1800)
El sitio de Malta fue un asedio y bloqueo de dos años de la guarnición francesa en La Valeta, la ciudad más grande y principal puerto de la isla mediterránea de Malta, ocurrido entre 1798 y 1800. La Valeta había sido capturada por una fuerza expedicionaria francesa durante la campaña del Mediterráneo de 1798 y guarnicionada con tres mil hombres comandados por Claude-Henri Belgrand de Vaubois. Cuando la Flota Francesa del Mediterráneo fue destruida en la batalla del Nilo el 1 de agosto de 1798, la Royal Navy fue capaz de iniciar un bloqueo a Malta, apoyada por un alzamiento de la población nativa en contra del dominio francés. Forzada a retirarse a La Valeta, la guarnición francesa sufrió una gran escasez de alimentos, agravada por la eficacia del bloqueo británico. Aunque les llegaron pequeñas cantidades de suministros a principios de 1799, los franceses no consiguieron más alimentos, algo que tuvo efectos desastrosos en la salud, moral y capacidad de combate de las tropas galas.
En febrero del año 1800, un convoy enviado desde Tolón bajo mando del contraalmirante Jean-Baptiste Perrée buscó reabastecer a la guarnición. La escuadra de bloqueo, comandada por el almirante Horatio Nelson interceptó el convoy y en la subsiguiente batalla Perrée resultó muerto y su nave capitana, la Généreux, fue capturada. Al siguiente mes, el navío de línea francés Guillaume Tell zarpó de La Valeta con destino a Tolón cargado de soldados, pero fue interceptado y, en una dura batalla librada el 31 de marzo, fue forzado a rendirse ante una gran escuadra británica. Estas derrotas mostraron que la posición francesa en La Valeta era insostenible y que la rendición era inevitable. Aunque Vaubois continuó la resistencia otros cinco meses, finalmente se rindió el 4 de septiembre, momento en el que la desnutrición y el tifus causaban una mortalidad de cien hombres por día. Malta se mantuvo bajo control británico, lo cual fue un factor importante en el inicio de las Guerras Napoleónicas en 1803. Este dominio se mantuvo durante 164 años, hasta que en 1964 obtuvo su independencia.

## Invasión francesa de Malta
El 19 de mayo de 1798 una flota francesa zarpó de Tolón escoltando una fuerza expedicionaria de aproximadamente treinta mil hombres comandados por el general Napoleón Bonaparte. La fuerza tenía como destino Egipto. Bonaparte buscaba expandir la influencia francesa en Asia y así forzar al Reino Unido a firmar la paz en las Guerras revolucionarias francesas, iniciadas en 1792. Navegaron hacia el sudeste, el convoy obtuvo transportes adicionales en puertos italianos y a las 05:30 del 9 de junio arribó a La Valeta, la ciudad portuaria fortificada en la isla de Malta. En ese momento, Malta y las islas vecinas eran gobernadas por los Caballeros de la Orden de Malta, una antigua e influyente orden militar que se había visto debilitada por la pérdida de sus ingresos durante la Revolución francesa. La Orden estaba compuesta por hombres de toda Europa, entre ellos muchos franceses, que gobernaban a la mayoría de la población maltesa de las islas. El jefe de Gobierno era el gran maestre Ferdinand von Hompesch zu Bolheim, quien no permitió al convoy de Bonaparte entrar en La Valeta y tomar suministros con el argumento de que la neutralidad de Malta significaba que solo dos barcos podían entrar a la vez.

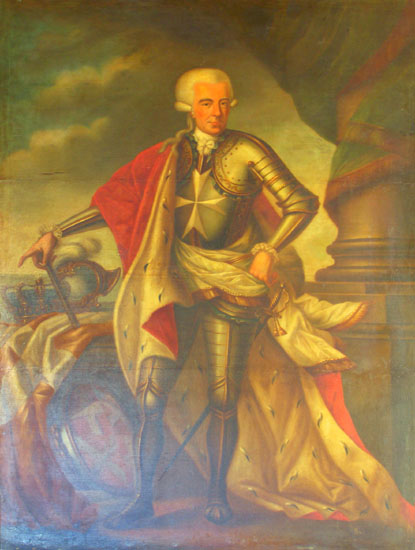
Ferdinand von Hompesch zu Bolheim fue el gran maestre de la Orden de Malta que rindió la isla a la flota de Napoleón.

Al recibir esta respuesta, inmediatamente Bonaparte ordenó a su flota bombardear La Valeta y el 11 de junio el general Louis Baraguey d'Hilliers dirigió un desembarco militar en el que cientos de soldados tomaron tierra en siete puntos estratégicos de la isla. Los caballeros franceses desertaron y los restantes no pudieron organizar una resistencia eficaz. Aproximadamente dos mil milicianos nativos malteses resistieron durante veinticuatro horas, pero tuvieron que retirarse a La Valeta una vez que la ciudad de Mdina cayó ante el general Claude-Henri Belgrand de Vaubois. A pesar de que La Valeta era lo suficientemente fuerte como para resistir un largo asedio, Bonaparte negoció la rendición con Hompesch, quien accedió a ceder Malta y todos sus recursos a los franceses a cambio de bienes y pensiones para él y sus Caballeros. Bonaparte entonces estableció una guarnición en las islas, dejando cuatro mil hombres comandados por Vaubois, mientras que el resto de la fuerza navegó hacia el este a Alejandría el 19 de junio.

### Batalla del Nilo
El convoy de Bonaparte fue perseguido por todo el Mediterráneo por una flota británica de catorce navíos de línea comandada por el almirante Horatio Nelson. Al enterarse Nelson de la invasión de Malta, intentó interceptar a los franceses en su paso hacia Egipto. La fuerza de Nelson se adelantó a la flota francesa en la noche del 22 de junio y llegó a Alejandría el 28 de junio. Nelson creía que los franceses tenían un objetivo diferente, por lo cual volvió hacia el norte al día siguiente para reconocer las costas de Anatolia y se perdió la llegada de Bonaparte el 30 de junio. Sin oposición, Bonaparte desembarcó su ejército, marchó hasta Alejandría y capturó la ciudad. La flota recibió órdenes de anclar cerca de la bahía de Abukir y esperar instrucciones. El 1 de agosto Nelson regresó a la costa egipcia y descubrió la flota francesa anclada. Por medio de un ataque, los barcos de Nelson lograron capturar nueve navíos de línea franceses y destruir dos, incluido el buque insignia francés Orient, recibiendo a cambio solo daños menores. La destrucción de la Flota Mediterránea Francesa le otorgó el control del mar a la Royal Navy, a quien pronto se le unieron el Reino de Portugal, el Reino de las Dos Sicilias, el Imperio ruso y el Imperio otomano como parte de la apresuradamente organizada Segunda Coalición contra Francia.

## Insurrección maltesa
En Malta, los franceses rápidamente desmantelaron las instituciones de los caballeros de la orden maltesa La propiedad eclesiástica fue saqueada e incautada para pagar la expedición a Egipto, un acto que generó una considerable ira entre los profundamente religiosos malteses. El 2 de septiembre esta ira estalló en una insurrección durante la subasta de la propiedad eclesiástica; en pocos días, miles de soldados irregulares malteses se habían dirigido a la guarnición francesa en La Valeta. La Valeta fue rodeada por aproximadamente diez mil infantes irregulares dirigidos por Emmanuel Vitale y por el canónigo Saverio Caruana. Los malteses estaban armados con veintitrés cañones y una pequeña flotilla de cañoneras. Aunque hubo intermitentes escaramuzas entre la guarnición y los malteses, la fortaleza era demasiado fuerte para que los irregulares la asaltaran.
Más tarde, un convoy británico conformado por trece maltrechos buques comandados por el almirante James Saumarez apareció en los alrededores de la isla. Los sobrevivientes de la batalla del Nilo necesitaban urgentes reparaciones de sus barcos, por lo cual fueron incapaces de ayudar directamente en el sitio. Sin embargo, Saumarez se reunió con representantes de los malteses y el 25 de septiembre envió una oferta de tregua a Vaubois en su nombre. Vaubois contestó:

Es posible que se haya olvidado que los franceses dominamos este lugar. El destino de sus habitantes no es algo que le concierna a usted. En cuanto a su ultimátum, los soldados franceses no están acostumbrados a tal estilo.

Incapaz de persuadir a los franceses de rendirse, Saumarez entregó a los malteses mil doscientos mosquetes para continuar con el sitio. Saumarez, incapaz de retrasar las reparaciones más tiempo, zarpó hacia Gibraltar a finales del mes.
A mediados de septiembre, una escuadra de barcos portugueses también había llegado a la isla, entre ellos los navíos de línea Príncipe Real, Rainha de Portugal, São Sebastião, Afonso de Albuquerque y el británico el HMS Lion, todos comandados por el marqués consorte de Nisa, Domingos Xavier de Lima. Esta flota había zarpado desde el río Tajo para reforzar a la flota de Nelson y tras una breve estancia en la costa de Malta continuó hacía Alejandría. Los barcos portugueses regresaron al bloqueo de la isla en octubre.
El 12 de octubre, los navíos de línea británicos HMS Alexander, comandado por el almirante Alexander Ball, HMS Culloden, al mando del almirante Thomas Troubridge y HMS Colossus, a cargo del vicealmirante George Murray, se unieron a la flota de Castro da Gama y se dio así inicio formal a un bloqueo. El mismo día, Vaubois replegó el último de sus soldados dentro de la fortificada ciudad de La Valeta, acompañado por aproximadamente cien malteses que se habían unido a las fuerzas francesas. La guarnición contaba con más de tres mil hombres y al principio estaba bien abastecida. En el puerto situó a los navíos de línea, el Dégo y el Athénien, además de la fragata Carthaginoise, las cuales formaban parte de la Marina maltesa, así como las recién llegadas Guillaume Tell y las fragatas Justice y Diane, sobrevivientes de la batalla del Nilo, todas comandadas por el contralmirante Pierre-Charles Villeneuve, quien llegó a Malta a finales de septiembre.

### Captura de Gozo
El 24 de octubre, después de una estancia de diez días en Nápoles, Nelson se unió a la escruadra del bloqueo en el HMS Vanguard, acompañado por el HMS Minotaur. El 28 de octubre, Ball completó exitosamente las negociaciones con la guarnición francesa en la pequeña isla de Gozo, compuesta por 217 soldados franceses que aceptaron rendirse sin pelear y transferir la isla, las fortificaciones, 24 cañones, una gran cantidad de municiones y 3200 sacos de harina a los británicos. Aunque la isla fue formalmente reclamada por Fernando I de las Dos Sicilias, fue administrada por el Reino Unido y representantes malteses, cuya primera acción fue distribuir los suministros capturados a los dieciséis mil habitantes de la isla. Malta y las islas vecinas no eran autosuficientes y rápidamente los recursos de las islas fueron insuficientes para resolver el reto de alimentar a la población, particularmente con tantos hombres luchando. Aunque formalmente dominaba la isla, el rey Fernando se negó a ayudar con los suministros, dejando a Ball y sus capitanes la responsabilidad de transportar los suministros desde Italia. A fines de año, el número de tropas en el campo había decrecido de diez mil a mil quinientos, apoyados por quinientos Royal Marines y marinos portugueses, provenientes del escuadrón de bloqueo. La flota de bloqueo consistía en cinco barcos británicos y cuatro portugueses, que operaban desde San Pawl il-Baħar y Marsaxlokk, en la isla de Malta.

## Bloqueo

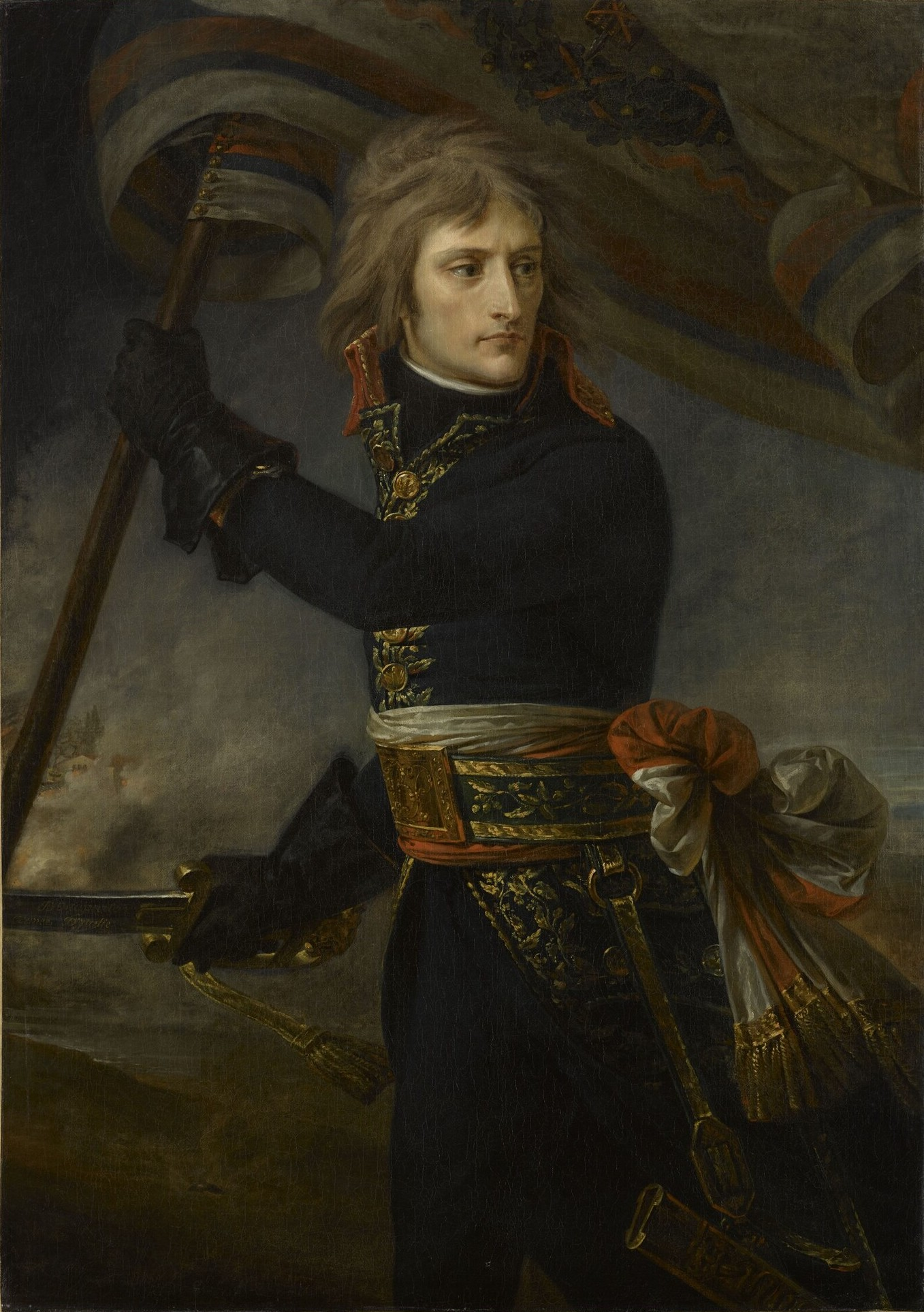
Napoleón cometió uno de sus errores estratégicos al conquistar Malta, pues propició su posterior toma por la Armada Británica, que la utilizaría como base naval en el Mediterráneo.

1799 fue un año frustrante para las tropas británicas y maltesas desplegadas en Malta porque les negaron repetidas veces los refuerzos necesarios. James St Clair-Erskine, comandante de las Fuerzas del Ejército Británico en el Mediterráneo, consideró que la Guerra de la Segunda Coalición en Italia y la defensa de Menorca tenían prioridad sobre el sitio de Malta, mientras que los napolitanos también siguieron negando asistencia. Una escuadra rusa comandada por el almirante Fyodor Fyodorovich Ushakov apareció brevemente en la isla en enero, pero casi de inmediato recibió la orden de unirse a las fuerzas rusas y turcas en el asedio a la isla de Corfú. Además de las dificultades que afrontaban los aliados para obtener alimentos para la población de Malta, los franceses lograron evadir el bloqueo y enviar suministros en la primera parte del año: en enero de 1799 una goleta llegó a La Valeta proveniente de Ancona y en febrero la fragata Boudeuse logró sortear el bloqueo y entró en el puerto con suministros enviados desde Tolón. En mayo, un expedición francesa mayor comandada por el almirante Etienne Eustache Bruix entró en el Mediterráneo occidental, forzando a Nelson a replegar sus barcos por toda la región y levantar temporalmente el bloqueo a Malta. Durante esta operación, una serie de barcos de suministro franceses se aprovecharon de la ausencia del escuadrón británico para entrar en La Valeta.
Sin embargo, a pesar de los ocasionales barcos de suministro, la guarnición francesa agotó rápidamente los alimentos. Para ahorrar recursos, los franceses forzaron a los malteses a retirarse de la ciudad, con lo que la población civil se redujo de 45 000 habitantes en 1799 a 9000 en el año 1800. Nelson tomó el mando del bloqueo, mientras que Ball fue nombrado presidente del Congreso Nacional Maltés y sirvió como enlace entre los mandos militares y civiles de Malta y dirigió la distribución de suministros a la población maltesa, que estaba comenzando a sufrir de enfermedades provocadas por la escasez de alimentos. Fue remplazado en el mando del Alexander por su primer teniente, William Harrington. El 1 de noviembre Nelson ofreció una vez más términos de rendición a Vaubois, pero este nuevamente los rechazó, respondiendo:

Estamos dispuestos a merecer la estima de nuestra nación, así como ustedes la de la suya; estamos decididos a defender esta fortaleza hasta el final.

Para entonces Nelson comandaba el bloqueo a distancia, pues vivía en la corte napolitana, en Palermo. Allí se entregaba al juego y a la vida de la alta sociedad, cada vez más cercano a Emma Hamilton, esposa del embajador William Hamilton. Su comportamiento fue muy criticado no solo por su oficial en jefe, el vicealmirante George Elphinstone, sino también por viejos amigos como Thomas Troubridge, quien le escribió: «Si supiera lo que sus amigos sienten por usted, estoy seguro de que acabaría con todas los fiestas nocturnas... ruego a Su Señoría, deténgase». En diciembre de 1799, Erskine fue remplazado por el teniente general Henry Edward Fox, quien inmediatamente envió ochocientos soldados de la guarnición en Mesina a Malta comandadas por el general de brigada Thomas Graham. Estas tropas llenaron el vacío dejado por la retirada de las fuerzas portuguesas, que habían recibido la orden de volver a Lisboa. Las enfermedades comenzaron a extenderse por la ciudad conforme las raciones se acababan. La llegada de un aviso en enero de mil ochocientos con la noticia de los sucesos del 18 de Brumario que hizo primer cónsul de Francia a Bonaparte provocó un breve respiro y una declaración pública de Vaubois en la que declaró que la ciudad nunca se rendiría, aunque las condiciones siguieran deteriorándose.

## Inanición y socorro

### Batallas de convoyes
A principios de febrero de 1800, el Gobierno napolitano, restablecido en Nápoles después de ser expulsado el año anterior, finalmente accedió a participar en el sitio; 1200 hombres embarcaron en el buque insignia del vicealmirante George Elphinstone, el HMS Queen Charlotte, y desembarcaron en Malta. Durante un tiempo, Elphinstone y Nelson se mantuvieron en la escuadra del bloqueo, que consistía en seis navíos de línea y varias fragatas británicas y napolitanas. El 17 de febrero se recibió un mensaje proveniente de la fragata HMS Success, que estaba estacionada fuera de Sicilia para esperar a los refuerzos franceses: el capitán Shuldham Peard informó que había perseguido a una escuadra de seis o siete barcos franceses que se dirigían a Malta. Estos navíos eran una escuadra de ayuda, enviada desde Tolón con grandes cantidades de alimentos y tres mil soldados adicionales, comandada por el contraalmirante Jean-Baptiste Perrée desde la Généreux, uno de los navíos de línea que habían escapado del Nilo dos años antes. El 18 de febrero el convoy fue avistado por vigías del Alexander, lo que dio inicio a una persecución en la que el Success capturó un transporte francés y atacó a la Généreux. A pesar de que la fragata resultó dañada en el combate, la segunda andanada lanzada al Success hirió mortalmente a Perrée y retrasó al barco lo suficiente para que el HMS Foudroyant, comandado por Nelson, y el HMS Northumberland se unieran a la batalla. Inferior en número, el Généreux se rindió.
Poco después de la captura del Généreux, Elphinstone regresó en el Queen Charlotte a costas italianas, donde el buque insignia se perdió debido a un incendio que mató a más de setecientos de sus tripulantes; Elphinstone, sin embargo, se encontraba en tierra en ese momento. Antes de partir, Elphinstone le prohibió a Nelson regresar a Palermo. Nelson ignoró la orden y en marzo se encontraba en Palermo en una abierta aventura amorosa con Emma Hamilton. En su ausencia, Troubridge tomó el mando del bloqueo y delegó temporalmente en el capitán Manley Dixon, quien el 31 de marzo condujo la escuadra al canal de Malta cuando el Guillaume Tell, al mando de Denis Decrès, intentó escapar de La Valeta. Divisado por la fragata HMS Penelope comandada por el capitán Henry Blackwood, el Guillaume Tell fue perseguido hacia el norte, siendo atacado primeramente por la Penelope y después por el HMS Lion. Finalmente, el arribo del poderoso Foudroyant al mando del capitán Edward Berry fue demasiado para Decrès; continuó, sin embargo, luchando otras dos horas antes de que se viera obligado a rendir su maltratado y desmantelado barco. En el enfrentamiento Decrès perdió más de doscientos hombres entre muertos y heridos.

### El viaje de Nelson
Como consecuencia de estas derrotas en el mar y con los suministros en La Valeta disminuyendo, los británicos enviaron otra exigencia de rendición. Vaubois una vez más la rechazó, con la respuesta:

Este lugar se encuentra en una situación muy favorable y me debo demasiado al servicio a mi país y a mi honor como para escuchar sus propuestas.

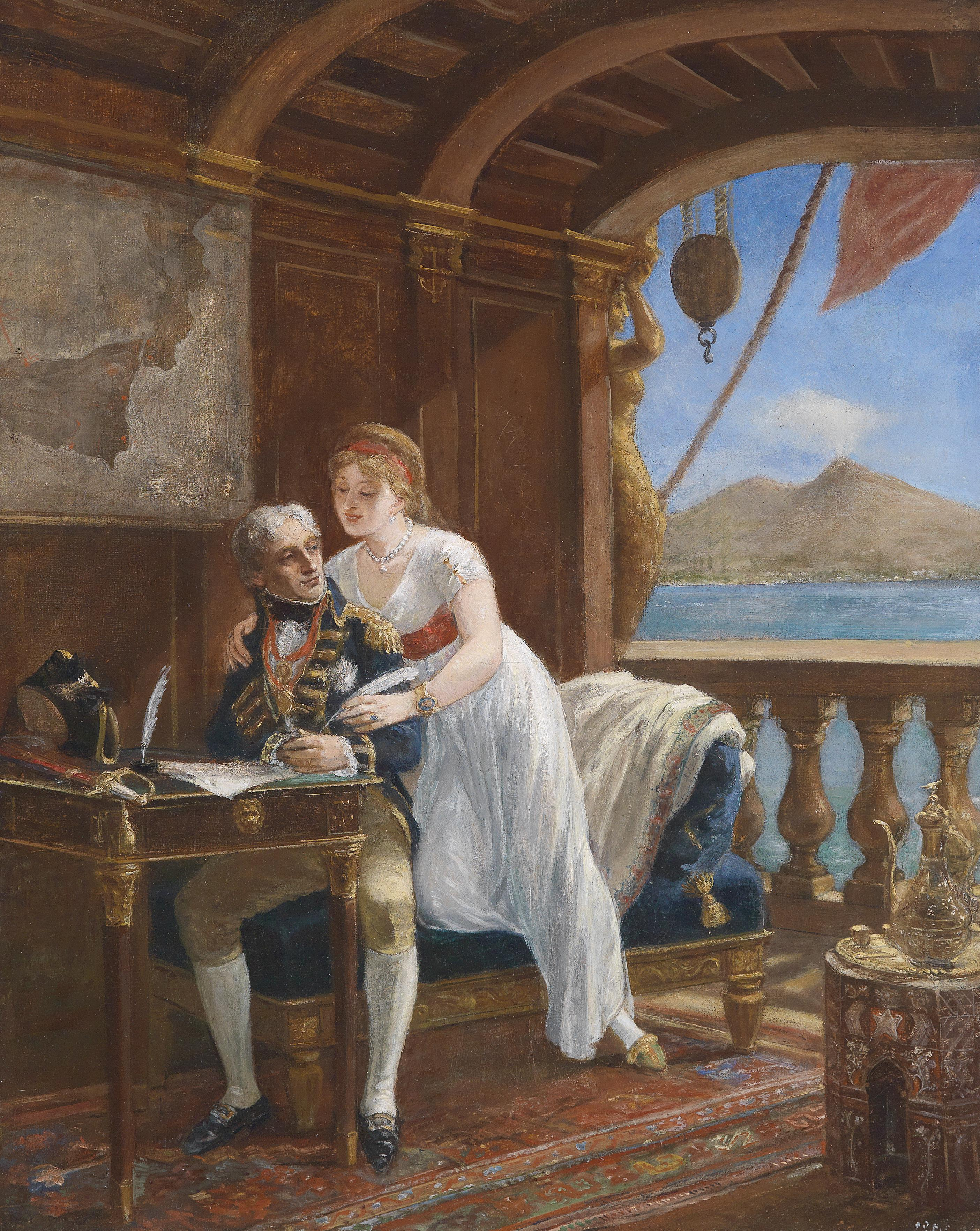
La relación que Nelson mantuvo con Emma Hamilton fue criticada por considerar que afectó al desarrollo de las operaciones.

En realidad, la situación era grave: durante febrero los precios de los alimentos básicos eran de dieciséis francos por un ave de corral, doce francos por un conejo, veinte sólidos por un huevo, dieciocho sólidos por una lechuga, cuarenta sólidos por una rata y seis francos por una libra de pescado. Para los civiles enfermos de tifus, la única comida disponible era sopa de carne de caballo.
El 23 de abril Nelson se retiró de Palermo en el Foudroyant, con sir William y Emma Hamilton a bordo como sus invitados. El grupo visitó Siracusa y después viajó a La Valeta, donde Berry llevó al Foudroyant demasiado cerca del puerto, razón por la cual fue atacado por la baterías francesas. No hubo daños, pero Nelson enfureció porque se puso en peligro a Emma y de inmediato ordenó a Berry retirarse. Su enojo fue exacerbado por el rechazo de Emma de retirarse del alcázar durante el breve intercambio de fuego. A partir de allí, el Foudroyant ancló en Marsa Sirocco, donde Nelson y Emma vivieron juntos y fueron recibidos por Troubridge y Graham. Sir William Hamilton, un destacado anticuario y diplomático, pasó su tiempo explorando la isla. A principios de junio, Nelson y el equipo regresaron a Palermo, comenzando un largo viaje terrestre por la Europa continental hasta Gran Bretaña. Nelson retiró el Foudroyant y el Alexander del bloqueo, desafiando otra vez las órdenes explícitas de Elphinstone, para ayudar a la familia real napolitana en su viaje a Livorno. Enfurecido por la desobediencia de Nelson, Elphinstone comentó públicamente: «Lady Hamilton ha tenido el mando de la flota lo suficiente». En mayo, Troubridge regresó a Gran Bretaña y fue remplazado por el capitán George Martin, mientras que Graham fue sustituido por el general de división Henry Pigot.

### Rendición
El bloqueo británico continuó impidiendo los esfuerzos franceses para reabastecer a La Valeta durante el verano de 1800. En agosto la situación era desesperada: no había caballos ni animales de carga, perros, gatos, aves o conejos en la ciudad, las cisternas habían sido vaciadas e incluso la leña era escasa. La guarnición estaba tan desesperada por la necesidad de madera que la fragata Boudeuse, atrapada por el bloqueo, fue destruida por la guarnición asediada para conseguir su combustible. Con una derrota inevitable, Vaubois ordenó a las fragatas Diane y Justice intentar dirigirse a Tolón, dándoles un mínimo de tripulación: aproximadamente ciento quince hombres a cada una. El 24 de agosto, cuando el viento era favorable y la noche lo suficientemente oscura como para ocultar sus movimientos, la fragatas se adentraron en el mar. Casi inmediatamente fueron descubiertas por un vigía del HMS Success y su capitán, Peard, inició la persecución, seguido por el HMS Genereux y el Northumberland. La Diane, al mando del capitán Solen, era demasiado lenta y Peard prontamente observó que el barco francés era de una fuerza menor; la Diane capituló después de un breve cañoneo. La fragata más tarde se convirtió en el HMS Niobe. La Justice, al mando del capitán Jean Villeneuve, fue más rápida que sus perseguidores y finalmente llegó a Tolón. Fue la única en lograrlo durante el sitio.
El 3 de septiembre, con sus hombres muriendo de hambre y enfermedades a un ritmo de más de cien al día, Vaubois convocó a sus oficiales a un consejo en el que por unanimidad decidieron rendirse. Al siguiente día se pusieron en contacto con los británicos y por la tarde el general Pigot y el capitán Martin firmaron los términos de la rendición con Vaubois y Villeneuve. Los malteses fueron excluidos totalmente de las negociaciones, aunque su comandante, Alexander Ball, se convirtió después en el primer gobernador de Malta. Los términos de la rendición fueron absolutos: la isla, sus dependencias, las fortificaciones y los suministros militares pasaron al control británico, incluyendo los navíos de línea Athenien y Dégo, además de la fragata Carthagénaise, aunque solo el Athenien tenía la suficiente calidad para ser incorporado a la Royal Navy, convirtiéndose en el HMS Athenienne. A los otros barcos se les destruyeron sus camarotes. También tomaron dos buques mercantes y una variedad de pequeños barcos de guerra.
La captura de Malta devolvió el control del Mediterráneo central al Reino Unido y fue un paso importante en la invasión y la liberación de Egipto del dominio francés en 1801. Una condición esencial del Tratado de Amiens en el mismo año, que puso fin a las Guerras Revolucionarias Francesas, fue que Malta fuera evacuada por los británicos. Pablo I de Rusia protestó por la administración británica de Malta. El disgusto del zar lo llevó a planear, poco antes de su asesinato, una invasión franco-rusa del Medio Oriente. Alejandro I de Rusia, al ser jefe titular de la Orden de los Caballeros de la Orden de Malta, exigió que se entregara el control de la isla a Rusia antes de acordar una alianza con el Reino Unido. El primer ministro William Pitt se negó rotundamente y en consecuencia se iniciaron poco después las Guerras Napoleónicas. La isla se mantuvo bajo dominio británico hasta conseguir su independencia en 1964.